# ISouljaBoyTellem
ISouljaBoyTellEm är den andra studioalbumet av rapparen Soulja Boy Tell 'Em. Det släpptes 16 december 2008, och har sålts i över 500.000 exemplar.

## Låtlista
| Nr | Titel                             | Producent(er)                     | Gästartister           | Längd |
| -- | --------------------------------- | --------------------------------- | ---------------------- | ----- |
| 1  | "I'm Bout Tha Stax (Intro)"       | Drumma Boy                        |                        | 3:20  |
| 2  | "Bird Walk"                       | Soulja Boy Tell 'Em               |                        | 3:33  |
| 3  | "Turn My Swag On"                 | Natural Disaster                  |                        | 3:26  |
| 4  | "Gucci Bandana"                   | Soulja Boy Tell 'Em               | Gucci Mane & Shawty Lo | 3:56  |
| 5  | "Eazy"                            | Zaytoven                          |                        | 3:22  |
| 6  | "Kiss Me Thru the Phone"          | Jim Jonsin & Mr. Collipark        | Sammie                 | 3:13  |
| 7  | "Booty Got Swag"                  | Soulja Boy Tell 'Em               |                        | 3:06  |
| 8  | "Rubber Bands"                    | Drumma Boy                        |                        | 4:14  |
| 9  | "Hey You There"                   | Soulja Boy Tell 'Em               |                        | 3:52  |
| 10 | "Yamaha Mama"                     | Polow da Don                      | Sean Kingston          | 4:38  |
| 11 | "Wit My Yums On"                  | Soulja Boy Tell 'Em               |                        | 3:28  |
| 12 | "Go Head"                         | Soulja Boy Tell 'Em               | Juney Boondata         | 3:41  |
| 13 | "Shoppin' Spree"                  | Mr. Hanky                         | Gucci Mane & Yo Gotti  | 4:46  |
| 14 | "Soulja Boy Tellem"               | Mr. ColliPark & The Package Store |                        | 3:31  |
| 15 | "Whoop Rico"                      | Dj GB                             | Show Stoppas           | 4:06  |
| 16 | "I Pray (Outro)"                  | Drumma Boy                        |                        | 5:46  |
| 17 | "Twerk Fest" (bonuslåt på Itunes) | Mr. Hanky                         |                        | 3:39  |

## Listplaceringar
| Lista (2008)                          | List- position |
| ------------------------------------- | -------------- |
| U.S. Billboard 200                    | 43             |
| U.S. Billboard Top R&B/Hip-Hop Albums | 8              |
| U.S. Billboard Top Rap Albums         | 2              |